# Osjornoje (Kaliningrad, Krasnosnamensk)
Alt Lubönen, 1938–1945 Friedenswalde, nach 1945 Osjornoje (russisch Озёрное), ist eine Wüstung am südlichen Hochufer der Memel auf dem Gebiet des Rajons Krasnosnamensk in der russischen Oblast Kaliningrad.
Der nächstgelegene bewohnte Ort ist das zwei Kilometer westliche Selenodolje (Neu Lubönen/Memelwalde).

## Geschichte
Alt Lubönen ist auf einer Karte von 1722 eingezeichnet. 1874 wurde die Landgemeinde Alt Lubönen in den neugebildeten Amtsbezirk Schillehnen im Kreis Ragnit eingeordnet. Nach der litauischen Annexion des Memellandes im Jahr 1923 befand sich der Ort in einer Grenzlage. 1938 wurde er in Friedenswalde umbenannt.
Nach dem Zweiten Weltkrieg kam der Ort mit dem gesamten nördlichen Ostpreußen zur Sowjetunion. Im Jahr 1947 erhielt er den russischen Namen Osjornoje und wurde gleichzeitig dem Dorfsowjet Nemanski selski Sowet im Rajon Krasnosnamensk zugeordnet. Später gelangte der Ort in den Chlebnikowski selski Sowet. Auf einer etwa 1973 erschienenen Karte wurde die Anzahl der Häuser mit (nur noch) sechs angegeben. Im Jahr 1988 wurde der Ort nicht mehr aufgeführt. 1992 wurde das letzte Wohnhaus abgerissen.

### Einwohnerentwicklung
| Jahr | Einwohner |
| ---- | --------- |
| 1867 | 245       |
| 1871 | 287       |
| 1885 | 333       |
| 1905 | 278       |
| 1910 | 258       |
| 1933 | 197       |
| 1939 | 179       |
| 1983 | ~ 10      |

## Kirche
Alt Lubönen gehörte bis 1902 zum evangelischen Kirchspiel Wischwill, danach zum evangelischen Kirchspiel Trappönen.